# Hedyotis exserta
Hedyotis exserta är en måreväxtart som beskrevs av Elmer Drew Merrill. Hedyotis exserta ingår i släktet Hedyotis och familjen måreväxter. Inga underarter finns listade i Catalogue of Life.